# 2 октября
2 октября — 275-й день года (276-й в високосные годы) по григорианскому календарю.
До конца года остаётся 90 дней.
До 15 октября 1582 года — 2 октября по юлианскому календарю, с 15 октября 1582 года — 2 октября по григорианскому календарю.
В XX и XXI веках соответствует 19 сентября по юлианскому календарю.

## Праздники и памятные дни

### Международные
- ООН — Международный день ненасилия.
- СНГ — День профтехобразования

### Национальные
- Гвинея — День независимости (1958).

### Религиозные
Православие
 — Память мучеников Трофима, Савватия и Доримедонта (276 год);
 — память благоверных князей Феодора Смоленского (1299 год) и чад его Давида (1321 год) и Константина, Ярославских чудотворцев;
 — память преподобного Алексия Зосимовского (Соловьёва) (1928);
 — память священномученика Константина (Голубева), Богородского, пресвитера и с ним двух мучеников (1918 год);
 — память священномученика Николая Искровского, пресвитера (1919 год);
 — память священномученика Нила Смирнова, пресвитера, преподобномученицы Марии Мамонтовой-Шашиной, послушницы (1938 год);
 — память мученика Зосимы пустынника (IV век);
 — память благоверного великого князя Игоря (во Святом Крещении Георгия) Черниговского и Киевского (1147 год).

## События

### До XIX века
- 1187 — султан Египта и Сирии Саладин после недолгой осады захватил Иерусалим, что послужило поводом к началу Третьего крестового похода.
- 1263 — битва при Ларгсе.
- 1413 — заключена Городельская уния.
- 1535 — французский исследователь Жак Картье высадился в Хочелаге, назвав это место Монреалем.
- 1552 — взятие войсками Ивана Грозного Казани, присоединение Казанского ханства к России.
- 1608 — Иоанн (Ханс) Липперсхей представил голландскому правительству своё изобретение — прототип оптического телескопа.

### XIX век
- 1814 — роялисты в Чили выигрывают битву при Ранкагуа.
- 1834 — в Москве, за Тверской Заставой, открыты Триумфальные ворота в честь побед российского воинства в 1812, 1813 1814 годах (строительство начато в 1829 г.).
- 1835 — первое вооруженное столкновение Техасской революции — битва при Гонзалесе.
- 1836 — Чарльз Дарвин вернулся из длившегося неполных пять лет кругосветного путешествия на корабле «Бигль», которое привело к созданию его теории эволюции.
- 1870 — Рим стал столицей объединённой Италии.
- 1879 — русский механик-самоучка Фёдор Блинов получил патент на «вагон с бесконечными рельсами» — прототип трактора на гусеничном ходу.

### XX век
- 1915 — русская армия оставила Вильно.
- 1922 — введена в оборот литовская национальная валюта — лит.
- 1928 — в Мадриде основана организация Опус Деи, получившая широкую известность благодаря роману Дэна Брауна «Код да Винчи».
- 1929 — первый авиаперелёт по маршруту Ташкент — Душанбе — Гарм — Хорог. Начало работы авиатрассы на Памире.
- 1936
  - В США открыто первое после отмены «сухого закона» предприятие по производству алкогольных напитков.
  - Максимальный срок заключения в СССР повышен с 10 до 25 лет.
- 1939 — Вторая мировая война: капитуляция польской военно-морской базы Хель.
- 1940
  - издан указ Президиума Верховного Совета СССР о создании Государственных трудовых резервов.
  - первый полет штурмовика Ил-2, самого массового самолёта в истории военной авиации.
- 1942 — Вторая мировая война: лайнер RMS Queen Mary случайно столкнулся с лёгким крейсером HMS Curacoa, погибли более 300 человек на борту затонувшего Curacoa.
- 1944
  - Вторая мировая война: началась битва за Ахен.
  - Вторая мировая война: подавление немецкими войсками Варшавского восстания.
- 1946 — премьера первой «мыльной оперы» «Далёкий холм» в телесети DuMont.
- 1955 — ENIAC (Electronical Numerical Integrator and Calculator) был торжественно отдан в музей Военной Академии США.
- 1958 — Гвинея провозгласила независимость от Франции.
- 1968 — Расстрел студенческой демонстрации в Тлателолько в Мексике.
- 1971 — первый большой успех английского певца Рода Стюарта: его альбом Every Picture Tells a Story на шесть недель стал во главе английского чарта.
- 1974 — в Якутии произведён ядерный взрыв «Кристалл» мощностью 1,7 килотонны.
- 1987 — на Первой программе Центрального телевидения вышла в эфир первая программа «Взгляд».
- 1988 — вышел в эфир телеканал TNT (Turner Network Television).
- 1991 — компьютерные гиганты Apple, IBM и Motorola договорились о создании альянса, направленного прежде всего против Microsoft, для создания платформы PReP.
- 1996 — катастрофа Boeing 757 под Лимой, 70 погибших.
- 1997 — официально объявлено, что в Японии обнаружен человеческий ген, обеспечивающий функции биологических часов.
- 2000 — учёные из американской правительственной организации Ames Laboratory создали новый сверхтвёрдый материал, по твёрдости уступающий только алмазу.

### XXI век
- 2002 — в Японии в продажу поступил первый в мире робот-инкассатор.
- 2009 — ирландцы проголосовали на референдуме за Лиссабонский договор со второй попытки.
- 2018 — убийство Джамаля Хашогги в консульстве Саудовской Аравии в Стамбуле.

## Родились

### До XIX века
- 1452 ― Ричард III (убит в 1485), король Англии (1483—1485), последний Йорк на английском престоле.
- 1800 — Нат Тёрнер (казнён в 1831), американский раб-проповедник, руководитель восстания рабов в Вирджинии.

### XIX век
- 1827 — Мари Рене Руссель де Курси (ум. 1908), маркиз, французский дипломат.
- 1832 — Эдуард Бернетт Тэйлор (ум. 1917), английский этнограф, исследователь религиозных обрядов и церемоний.
- 1839 — Ханс Тома (ум. 1924), немецкий художник и график.
- 1847
  - Пауль фон Гинденбург (ум. 1934), немецкий военный и политический деятель, генерал-фельдмаршал, рейхспрезидент Германии (1925—1934).
  - Сергей Нечаев (ум. 1882), российский нигилист, террорист-революционер, лидер «Народной расправы».
- 1851 — Фердинанд Фош (ум. 1929), французский военный деятель, маршал Франции (1918), Британский фельдмаршал (1919), маршал Польши (1923), член Французской академии.
- 1852 — Уильям Рамзай (ум. 1916), шотландский химик, открывший инертные газы аргон, криптон, ксенон и неон, лауреат Нобелевской премии (1904).
- 1869 ― Махатма Ганди (ум. 1948), один из руководителей и идеолог национально-освободительного движения Индии.
- 1871 — Корделл Халл (ум. 1955), американский государственный деятель, 47-й Госсекретарь США (1933—1944), лауреат Нобелевской премии мира (1945).
- 1879 — Уоллес Стивенс (ум. 1955), американский поэт, драматург, журналист, лауреат Пулитцеровской премии (1955).
- 1882 ― Борис Шапошников (ум. 1945), советский военачальник и военный теоретик, Маршал Советского Союза.
- 1890 — Граучо Маркс (ум. 1977), американский актёр, участник комик-труппы Братья Маркс.
- 1891 — Иосиф Бокшай (ум. 1975), украинский живописец, график, народный художник СССР.
- 1896 — Жак Дюкло (ум. 1975), руководитель Французской компартии, сподвижник и преемник Мориса Тореза.

### XX век
- 1901 — Кики де Монпарнас (урожд. Алиса Эрнестина Прен; ум. 1953), французская певица, актриса, художница, натурщица и модель.
- 1904
  - Грэм Грин (ум. 1991), английский писатель-прозаик, поэт, журналист.
  - Жорж Миз (ум. 1999), швейцарский гимнаст, 4-кратный олимпийский чемпион (1928, 1936), двукратный чемпион мира (1934).
- 1906
  - Вилли Лей (ум. 1969), немецкий и американский исследователь, писатель, популяризатор науки.
  - Михаил Макаров (ум. 1977), советский ортопед-травматолог, хирург-новатор.
- 1907 — Александер Тодд (ум. 1997), английский химик, лауреат Нобелевской премии (1957).
- 1912 — Константин Пипинашвили (ум. 1969), грузинский советский кинорежиссёр и сценарист.
- 1914 — Юрий Левитан (ум. 1983), диктор Всесоюзного радио (с 1931), народный артист СССР.
- 1917
  - Михаил Аникушин (ум. 1997), советский и российский скульптор.
  - Кристиан де Дюв (ум. 2013), бельгийский биохимик, лауреат Нобелевской премии по физиологии или медицине (1974).
- 1921 — Сергей Крутилин (ум. 1985), русский советский писатель.
- 1933 — Эрнешту Аугушту Мелу Антуниш (ум. 1999), португальский политический и военный деятель, один из лидеров Революции гвоздик.
- 1938 — Людмила Крылова, актриса театра и кино, заслуженная артистка РСФСР.
- 1939 — Юрий Глазков (ум. 2008), советский космонавт, Герой Советского Союза.
- 1944 — Вернор Виндж (ум. 2024), американский писатель-фантаст, лауреат премий «Хьюго».
- 1945
  - Виктор Анпилов (ум. 2018), российский политик и общественный деятель, председатель Исполкома движения «Трудовая Россия» (1992—2012).
  - Дон Маклин, американский фолк-певец, автор песен.
- 1946 — Мари-Жорж Паскаль (ум. 1985), французская актриса кино, театра и телевидения.
- 1948 — Донна Каран (урожд. Донна Айви Фаске), американский модельер, создательница марки Donna Karan New York (DKNY).
- 1949 — Энни Лейбовиц, американская фотохудожница.
- 1951
  - Ромина Пауэр, американская и итальянская певица, выступавшая в дуэте с мужем-итальянцем Аль Бано, актриса, писательница и художница.
  - Стинг (наст. имя Гордон Мэттью Томас Самнер), английский рок-музыкант, певец, автор песен, актёр, обладатель «Золотого глобуса», «Эмми», 17-кратный лауреат премии «Грэмми».
- 1954
  - Лоррейн Бракко, американская актриса и модель.
  - Годердзи Чохели (ум. 2007), грузинский кинорежиссёр, сценарист и писатель.
- 1962 — Андрей Анкудинов, советский и российский актёр театра и кино, кинорежиссёр, сценарист и продюсер.
- 1964 — Евгений Сидихин, советский и российский актёр театра и кино, телеведущий.
- 1966 — Лидия Вележева, советская и российская актриса театра, кино и дубляжа, телеведущая, политик, заслуженная артистка РФ.
- 1968 — Глен Уэсли, канадский хоккеист, обладатель Кубка Стэнли (2006).
- 1973
  - Андрей Данилко, украинский артист эстрады, певец, автор песен, создатель образа Верки Сердючки.
  - Лене Гравфорд Нюстрём, норвежская певица и композитор, вокалистка группы Aqua.
  - Proof (наст. имя Дешон Дюпри Холтон; убит в 2006), американский рэпер, автор песен, продюсер, член группы D12.
- 1977 — Дидье Дефаго, швейцарский горнолыжник, олимпийский чемпион.
- 1979 — Брианна Браун, американская актриса кино и телевидения.
- 1982
  - Сати Казанова, российская певица, актриса, модель и телеведущая.
  - Тайсон Чендлер, американский баскетболист, чемпион НБА (2011), олимпийский чемпион (2012), чемпион мира (2010).
- 1984 — Марион Бартоли, французская теннисистка.
- 1986
  - Камилла Белль, американская актриса кино и телевидения.
  - Кико Касилья, испанский футболист, вратарь.
- 1987 — Фил Кессел, американский хоккеист, трёхкратный обладатель Кубка Стэнли.
- 1990 — Саманта Баркс, британская актриса и певица.
- 1992 — Алиссон Бекер, бразильский футболист, вратарь.
- 1993
  - Тара Линн Барр, американская актриса.
  - Лаша Талахадзе, грузинский тяжелоатлет, 3-кратный олимпийский чемпион (2016, 2020, 2024), многократный чемпион мира и Европы.
- 1997 — s1mple (наст. имя Александр Костылев), украинский киберспортсмен.

## Скончались

### До XX века
- 829 — Михаил II Травл (р. ок. 770), византийский император (820—829), основатель Аморийской династии.
- 1709 — Иван Мазепа (р. 1639), гетман Войска Запорожского (1687—1708).
- 1804 — Никола Жозеф Кюньо (р. 1725), французский инженер, первым соорудивший самоходную машину.
- 1853 — Доминик Франсуа Жан Араго (р. 1786), французский физик, астроном и политический деятель, академик.
- 1884 — Владимир Андерсон (р. 1849), русский поэт, писатель-беллетрист и художник-карикатурист.
- 1892 ― Эрнест Ренан (р. 1823), французский философ и писатель, историк религии, академик.
- 1897 — Хуршидбану Натаван (р. 1832), азербайджанская поэтесса.

### XX век
- 1916
  - погиб Димчо Дебелянов (р. 1887), болгарский поэт.
  - Семён Ростовцев (р. 1862), русский ботаник, переводчик и педагог, один из авторов Энциклопедии Брокгауза и Ефрона.
- 1920 — Макс Брух (р. 1838), немецкий композитор и дирижёр.
- 1924 — Алексей Сапунов (р. 1851), русский историк, краевед, археолог.
- 1927 — Сванте Август Аррениус (р. 1859), шведский физикохимик, лауреат Нобелевской премии (1903).
- 1931 — сэр Томас Джонстон Липтон (р. 1850), английский лорд, основатель чайной компании Lipton.
- 1933 — Элизабет Томпсон (р. 1846), британская художница-баталист.
- 1946 — Игнаций Мосцицкий (р. 1867), польский химик, президент Польши (1926—1939).
- 1954 — Борис Вышеславцев (р. 1877), русский философ, религиозный мыслитель.
- 1961 — Пятрас Римша (р. 1881), литовский скульптор, медальер, график, народный художник Литовской ССР.
- 1963 — Павел Жигарев (р. 1900), Главный маршал авиации, главнокомандующий ВВС СССР (1949—1957).
- 1968
  - Алексей Глебов (р. 1908), белорусский советский скульптор, народный художник БССР.
  - Марсель Дюшан (р. 1887), французский и американский художник, шахматист, теоретик искусства.
- 1969 — Катарина Сусанна Причард (р. 1884), австралийская писательница-коммунистка.
- 1971 — Павел Шпрингфельд (р. 1912), актёр театра и кино, заслуженный артист РСФСР.
- 1973
  - Пётр Константинов (р. 1899), актёр театра и кино, народный артист СССР.
  - Пааво Нурми (р. 1897), финский бегун на средние и длинные дистанции, девятикратный олимпийский чемпион.
- 1974 ― Василий Шукшин (р. 1929), русский советский писатель, киноактёр, кинорежиссёр, сценарист.
- 1978 — Пётр Тур (наст. фамилия Рыжей; р. 1908), советский сценарист и драматург.
- 1980 ― погиб Валентин Варламов (р. 1934), советский лётчик-испытатель, член первого отряда космонавтов.
- 1981 — Павел Нилин (р. 1908), русский советский писатель, драматург, сценарист.
- 1985 — Рок Хадсон (при рожд. Рой Гарольд Шерер-мл.; р. 1925), американский актёр кино и телевидения.
- 1986 — Фёдор Радчук (р. 1902), украинский советский актёр театра и кино.
- 1987 — Питер Брайан Медавар (р. 1915), английский биолог, лауреат Нобелевской премии по физиологии и медицине (1960).
- 1988 — Хаменгкубувоно IX (при рожд. Раден Мас Дородьятун; р. 1912), индонезийский политик, национальный герой Индонезии.
- 1996 — Йонас Кокконен (р. 1921), финский композитор и пианист.
- 1998 — Орвон Джин Отри (р. 1907), американский певец, гитарист, исполнитель кантри, актёр.

### XXI век
- 2009 — Игорь Голембиовский (р. 1935), советский и российский журналист, главный редактор газеты «Известия».
- 2017 — Том Петти (р. 1950), американский рок-певец, гитарист, композитор.
- 2018 — Роман Карцев (р. 1939), советский и российский артист эстрады, театра и кино, народный артист РФ.
- 2020
  - Александр Кальянов (р. 1947), советский и российский певец, киноактёр, композитор, продюсер, телеведущий.
  - Ирина Славина (р. 1973), российский журналист, общественный деятель, главный редактор сетевого издания «Koza.Press»
- 2022 — Владимир Куц (р. 1927), последний ветеран Второй мировой войны, состоявший в РККА и армии США.

## Приметы
- Устраиваются Трофимовы вечёрки: пришло время выбирать женихов.
- Зосима-пчелиный заступник. Ульи отправляют на зиму в омшанник. Иногда дело это откладывают до Савватия (10 октября).
- Ульи в погреб ставь — праздник мёда правь.
- До Савватия продолжается пчелиная девятина; считалось, что в эти дни на голодный желудок утром нужно съедать по чайной ложке мёду, запивая тёплой водой, — это целительное средство от всех болезней[6].